# افزاد (کوهبنان)
افزاد (کوهبنان)، روستایی از توابع بخش مرکزی شهرستان کوهبنان در استان کرمان ایران است.

## جمعیت
این روستا در شهرستان کوهبنان قرار دارد و براساس سرشماری مرکز آمار ایران در سال ۱۳۸۵، جمعیت آن ۲۱۷ نفر (۶۹خانوار) بوده‌است.

## منابع

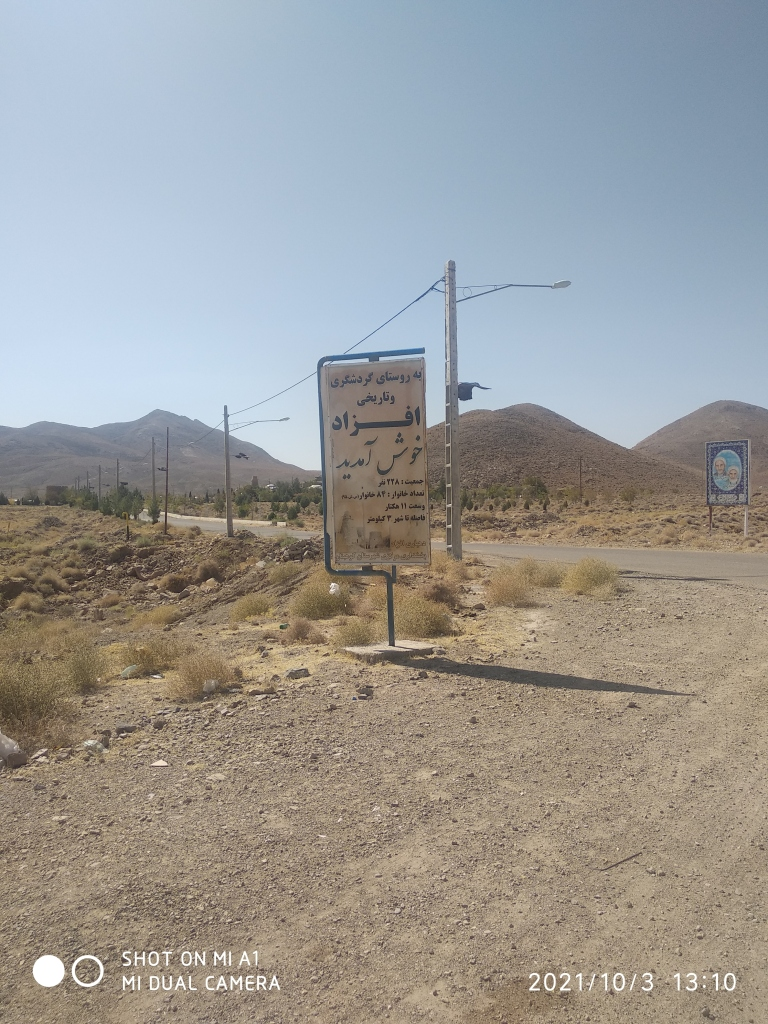
ورودی روستای افزاد